# 瑟涵·沙瓦海
瑟涵·沙瓦海（Seham El-Sawalhy，1991年4月14日—）是一名埃及跆拳道運動員，主攻女子67公斤級項目。她曾獲得兩屆非洲運動會女子67公斤級冠軍。

## 外部連結
- taekwondodata.com （页面存档备份，存于）